# 상투스
상투스(라틴어: Sanctus), 거룩하시도다는 하느님의 거룩함을 찬양하는 전례이다. 삼성경, 또는 신성창이라고도 한다. 로마 가톨릭교회, 동방 정교회, 성공회, 감리교, 루터교 등의 전례에서 사용된다.

## 설명
거룩하시도다는 성서(이사야서 6,1-3)에 근거하며, 유대교에서부터 사용되었다. 기독교에서는 3세기부터 사용하기 시작했다. 전례학(Liturlogy)에서는 임금이신 하느님을 환영하는 찬미가로 이해한다. 
로마 가톨릭교회와 성공회에서는 성찬전례에서 상투스를 부르는데, 감사기도와 교회력에 따른 감사송 사이에 위치하며, 상투스를 부른 뒤, 사제는 예수의 몸과 보혈인 성체와 성혈이 성령 청원을 통하여 거룩해지기를 기원하며 축성(祝聖)기도를 드린다. 상투스는 감사송(특송)후렴의 "그러므로 하늘의 모든 천사와 함께 저희도 땅에서 주님의 영광을 찬미하며 끝없이 노래하나이다"와 같은 경문 뒤에 위치하기 때문에 환호하는 성가, 미사곡이다.

## 내용

### 라틴어 원문
Sanctus, Sanctus, Sanctus Dominus Deus Sabaoth.
Pleni sunt caeli et terra gloria tua.
Hosanna in excelsis.
Benedictus qui venit in nomine Domini.
Hosanna in excelsis.

### 한국어 번역
- 한국 천주교회

거룩하시도다! 거룩하시도다! 거룩하시도다! 온 누리의 주 하느님, 하늘과 땅에 가득찬 그 영광! 높은 데서 호산나! 

주님의 이름으로 오시는 분, 찬미 받으소서. 높은 데서 호산나!

- 한국 정교회

거룩하시다. 거룩하시다. 거룩하시도다, 하늘과 땅이 영광으로 가득하니, 높은 하늘에서 호산나! 

주님의 이름으로 오시는 이여, 찬미 받으소서. 높은 하늘에 호산나

- 대한 성공회 (2004~현재)

거룩하시다. 거룩하시다. 거룩하시도다. 만군의 주 하느님, 하늘과 땅에 가득한 그 영광, 높은 데에 호산나. 

주의 이름으로 오시는 이여, 찬미 받으소서. 높은 데에 호산나.

- 기독교대한감리회(2007)

거룩 거룩 거룩 전능한 하나님, 하늘과 땅에 가득한 그 영광, 지극히 높은 곳에서 호산나!

주의 이름으로 오시는 분을 찬양합시다, 지극히 높은 곳에서 호산나!

- 기독교한국루터회

거룩 거룩 거룩 전능의 주 하느님, 주의 영광이 온누리에 가득하나이다. 호산나 호산나 높은 곳에 호산나.

찬양 받으소서 주님의 이름으로 오시는 이여. 호산나 호산나 높은 곳에 호산나